# 泉駅 (福島市)

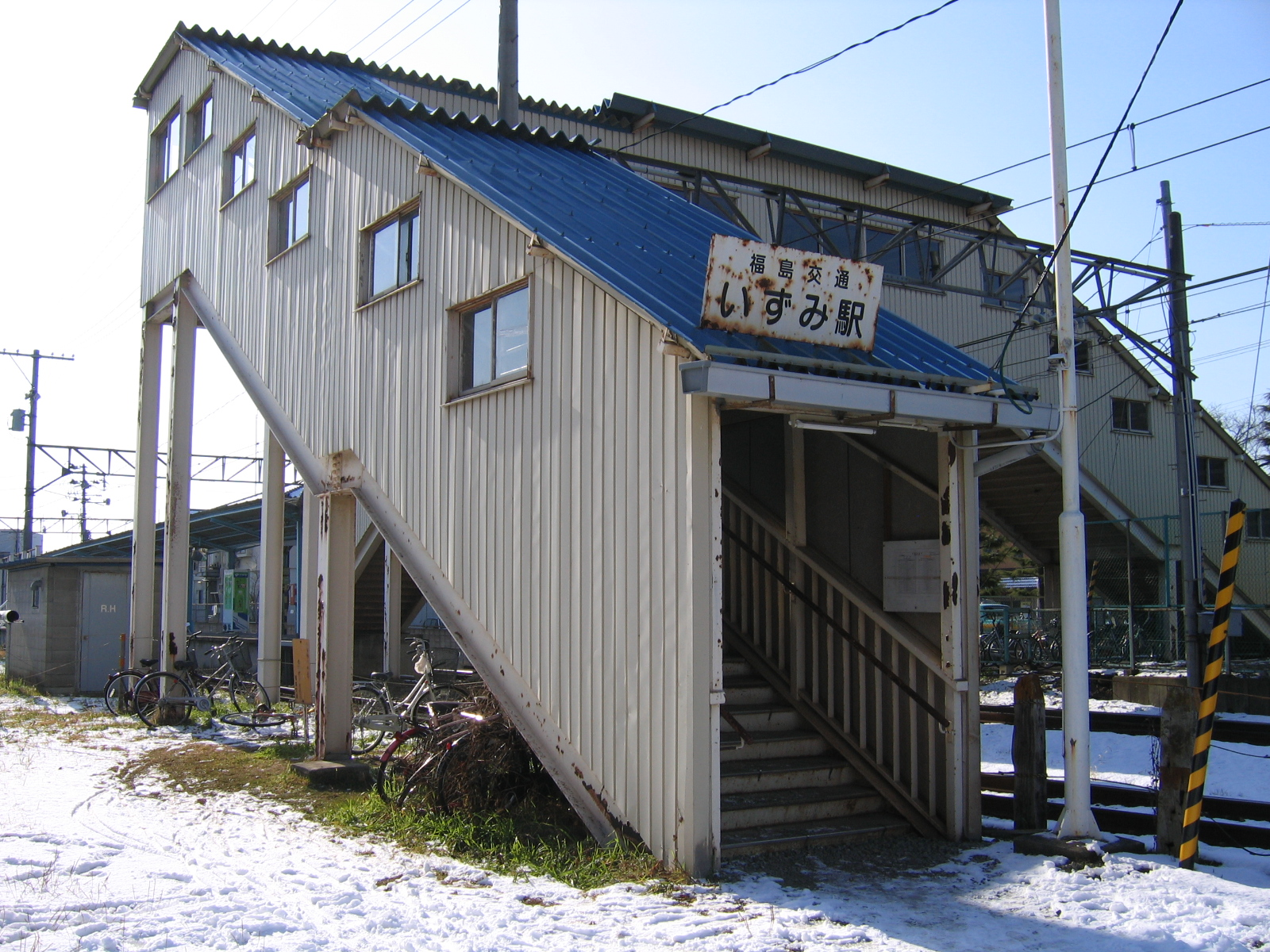
東側連絡口（2007年2月）

泉駅（いずみえき）は、福島県福島市泉字早稲田にある福島交通飯坂線の駅。

## 歴史
- 1940年（昭和15年）3月4日：福島電気鉄道の駅として開業。

## 駅構造
島式ホーム1面2線、終日無人の橋上駅である。飯坂線内に跨線橋を有する駅は当駅が唯一である。
構内には自動券売機（1台）、NORUCA専用簡易改札機、ベンチ、自動販売機（飲料）がある。

### のりば
| のりば | 路線    | 方向 | 行先         | 備考   |
| ------ | ------- | ---- | ------------ | ------ |
| 西側   | ■飯坂線 | 下り | 飯坂温泉方面 | 県道側 |
| 東側   | ■飯坂線 | 上り | 福島方面     |        |

※案内上ののりば番号は割り当てられていない。なお、県道は「福島県道3号福島飯坂線」のことを指す。

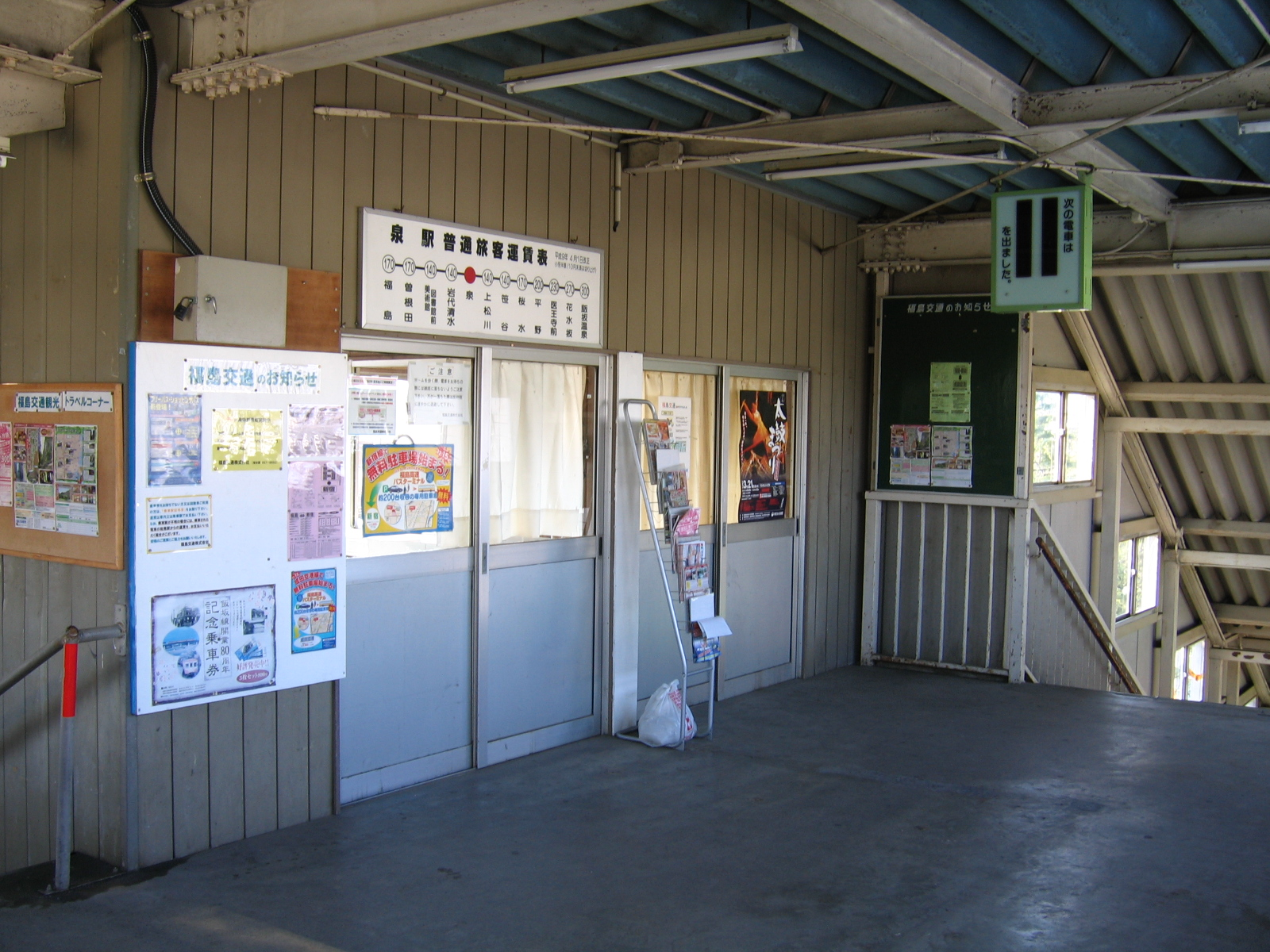
駅舎内（2007年2月）
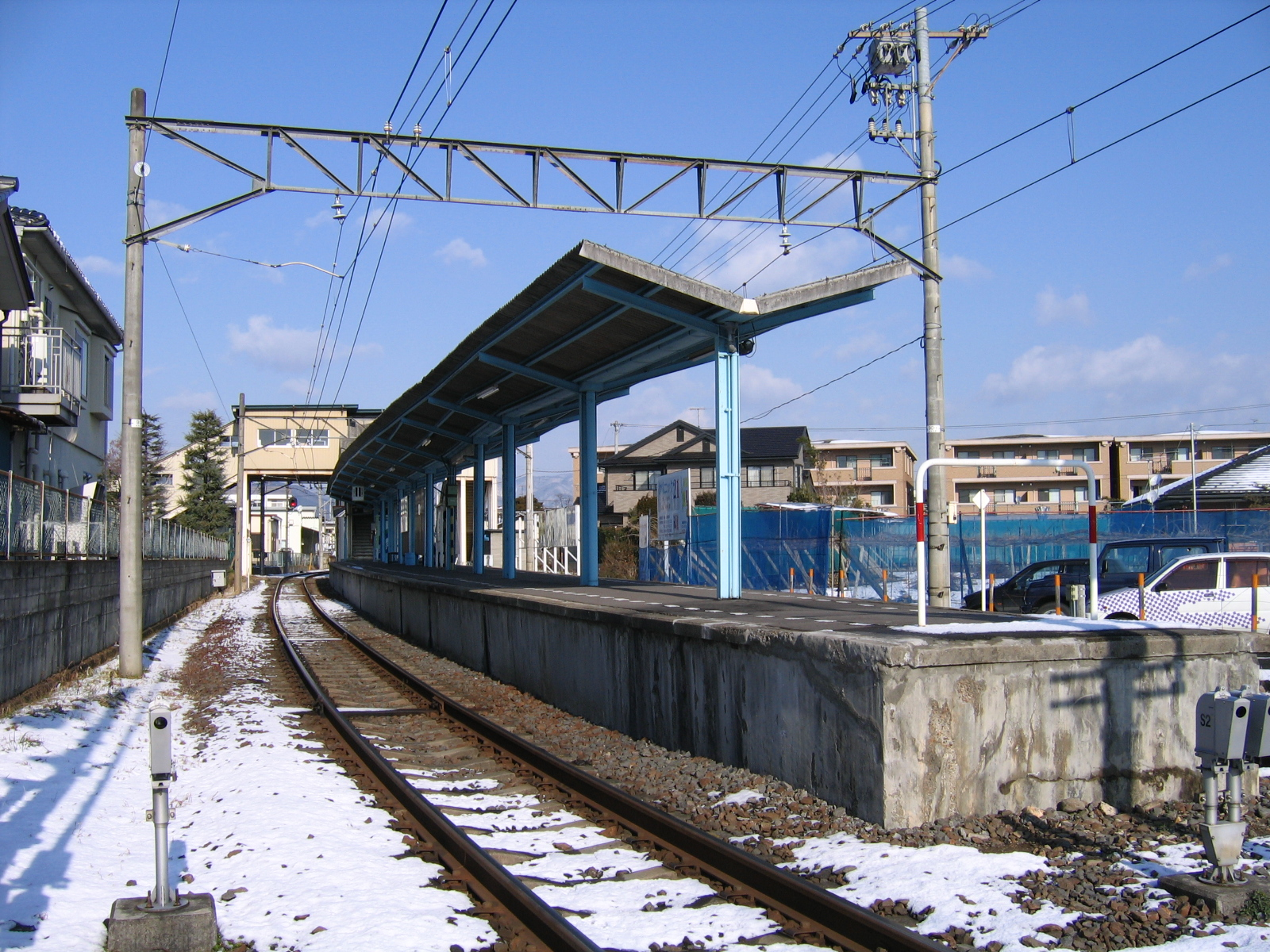
ホーム（2007年2月、踏切から）

## 利用状況
2010年度の乗車人員は219人であった。近年の1日平均乗降・乗車人員は以下の通り。
| 年度   | 1日平均 乗車人員 | 1日平均 乗降人員 |
| ------ | ---------------- | ---------------- |
| 2010年 | 219              |                  |
| 2011年 |                  | 347              |
| 2012年 |                  | 352              |
| 2013年 |                  | 360              |
| 2014年 |                  | 414              |
| 2015年 |                  | 433              |
| 2016年 |                  | 428              |
| 2017年 |                  | 424              |
| 2018年 |                  | 434              |

## 駅周辺
住宅地となっており、その一角に教会や保育園や共同墓地がある。駅西側には高齢者向け住宅や建設会社があり、福島県道3号線沿いにバス停留所が設けられている。
- 福島警察署清水交番
- 佐藤工業
- 東邦銀行泉支店
- 福島市立清水小学校
- たんぽぽ保育園
- セブンスデーアドベンチスト福島キリスト教会
- しみずの里 - サービス付き高齢者向け住宅
- 泉共同墓地
- 福島県道3号福島飯坂線
- 国道13号バイパス（福島西道路）
- 福島交通「泉」停留所 - 福島県道3号線沿い

かつては福島交通が経営するコンビニエンスストアーの｢フクコー｣があった。

## 隣の駅
福島交通
■飯坂線
岩代清水駅 - 泉駅 - 上松川駅

### 「いずみ」と読む他の駅
- 泉駅 (福島県いわき市) - JR東日本常磐線の駅
- 出水駅 - JR九州九州新幹線・肥薩おれんじ鉄道線の駅